# Mashiro Yasunaga
Mashiro Yasunaga, född 11 juli 1999, är en japansk konstsimmare.

## Karriär
I augusti 2021 tävlade Yasunaga vid OS i Tokyo, där hon var en del av Japans lag som slutade på fjärde plats i lagtävlingen.
I juli 2023 vid VM i Fukuoka tog Yasunaga guld tillsammans med Moe Higa i damernas tekniska parprogram samt brons i det fria parprogrammet. Hon var även en del av Japans lag som tog silver i det fria lagprogrammet.
I februari 2024 vid VM i Doha var Yasunaga en del av Japans lag som tog silver i det fria lagprogrammet och brons i det tekniska lagprogrammet. Vid olympiska sommarspelen 2024 i Paris var hon en del av Japans lag som slutade på femte plats i lagtävlingen.